# Alberto De Negri
Alberto De Negri (Civitavecchia, 22 luglio 1923 – ...) è stato un calciatore italiano, di ruolo attaccante.

## Caratteristiche tecniche
Giocava come centravanti.

## Carriera
Esordisce con la maglia del Suzzara nella stagione 1939-1940, all'età di sedici anni, giocando 2 partite in Prima Divisione ed ottenendo la promozione in Serie C. L'anno seguente esordisce invece nei campionati professionistici, giocando 2 partite in Serie C; segna i suoi primi gol in carriera a diciotto anni nella stagione 1941-1942, nella quale va in rete 4 volte in 15 presenze. Nella stagione 1942-1943 gioca invece stabilmente da titolare, realizzando 14 reti in 20 presenze in terza serie con la maglia del Suzzara. Rimane in squadra anche nella stagione seguente, durante la quale segna 3 reti in 10 presenze in Divisione Nazionale.
Dopo la fine della seconda guerra mondiale si trasferisce alla Biellese, con la cui maglia nella stagione 1945-1946 segna una rete nell'unica partita che gioca nel campionato misto di Serie B e C.
Nell'estate 1946 torna al Suzzara, con la cui maglia nella stagione 1946-1947 gioca 21 partite in Serie B senza reti all'attivo; nella stagione 1947-1948 segna invece 8 volte in 25 presenze, rimanendo con i bianconeri anche in Serie C nella stagione 1948-1949, terminata con 4 reti in 32 gare giocate.
Dopo tre anni consecutivi De Negri lascia il Suzzara per trasferirsi al Mantova, società con la cui maglia nella stagione 1949-1950 realizza 5 reti in 21 presenze nel campionato di Serie C.
Dopo una sola stagione cambia maglia e si accasa al Benevento, con cui nella stagione 1950-1951 e nella stagione 1951-1952 gioca ancora in terza serie.
Infine torna al Suzzara, con cui gioca per due stagioni consecutive in Promozione segnando in tutto 11 reti in 37 presenze, grazie alle quali raggiunge quota 164 presenze e 44 gol con la maglia della squadra lombarda, con cui ha militato per complessive dieci stagioni.

## Palmarès

### Club

#### Competizioni regionali
- Prima Divisione: 1

Suzzara: 1939-1940 (girone A)